# George Biddell Airy
Sir George Biddell Airy (n. 27 iulie 1801, Alnwick, Anglia, Regatul Unit al Marii Britanii și Irlandei – d. 2 ianuarie 1892, County of London⁠(d), Anglia, Regatul Unit al Marii Britanii și Irlandei) a fost un matematician și astronom englez. 
A fost profesor de matematică și fizică la Universitatea din Cambridge până în 1835, când a devenit director (Astronomer Royal) al Societății Regale de Astronomie și al Observatorului Regal din Greenwich, funcție pe care a deținut-o până în 1881.
În perioada 1871 - 1873, a funcționat ca președinte al Royal Society.
Printre realizările sale se numără: studii asupra orbitelor planetare, calculul densității medii a Pământului (1854), descoperirea unei metode de rezolvare a problemei bidimensionale din mecanica solidelor. De asemenea, a elaborat o metodă de determinare a mișcării Soarelui în spațiu, a dezvoltat teoria fenomenelor de formare a mareelor și a curcubeului. A studiat efectul difracției luminii asupra formării imaginii printr-un obiectiv.
În calitatea sa de Astronomer Royal, a stabilit ca Greenwich să fie locul pe unde trece meridianul zero.

## Scrieri
- 1875: Algebraical and Numerical Theory of Errors of Observations
- 1877: On the Ondulatory Theory of Optics
- 1889: Catalogue of 2156 Stars.

## Legături externe
- „ Sketch of George Biddell Airy” Popular Science MonthlyVolume 3Wikisource1 mai 1873ISSN 0161-7370
- O'Connor, John J.; Robertson, Edmund F., „George Biddell Airy”, MacTutor History of Mathematics archive, University of St Andrews.
- Lucrări de George Biddell Airy la Proiectul Gutenberg
- Lucrări de George Biddell Airy la Proiectul Gutenberg
- Opere de sau despre George Biddell Airy la Internet Archive
- Awarding of RAS gold medal, 1833: MNRAS 2 (1833) 159
- Awarding of RAS gold medal, 1846: MNRAS 7 (1846) 64
- Weisstein, Eric Wolfgang (ed.). „Airy, George (1801–1892)”. ScienceWorld.
- Mathematical Tracts on the Lunar and Planetary Theories 4th edition (London, McMillan, 1858)
- Full texts of some of the papers by Airy are available at Gallica: bibliothèque numérique de la Bibliothèque nationale de France
- Anonymous (1896). „SIR GEORGE AIRY (1801-1891) (Obituary Notice, Tuesday, 5 ianuarie 1892)”. Eminent Persons: Biographies reprinted from The Times. V (1891-1892). London: Macmillan and Co., Limited. pp. 178–182. Accesat în 8 martie 2019 – via Internet Archive.

### Necrologuri
- E. J. R., Proceedings of the Royal Society, 51 (1892), i–xii
- The Times, 5 January 1892
- East Anglian Daily Times, 11 January 1892
- Suffolk Chronicle, 9 January 1892
- Daily Times, 5 January 1892
- „Obituary – Sir George Biddell Airy”. Monthly Notices of the Royal Astronomical Society. 52: 212–229. 1892. Bibcode:1892MNRAS..52..212.. doi:10.1093/mnras/52.4.212.
- Proceedings of the Institution of Civil Engineers, 108 (1891–92), 391–394
- Astronomical Journal 11 (1892) 96
- Astronomische Nachrichten 129 (1892) 33/34
- The Observatory 15 (1892) 73